# NGC 1495
NGC 1495 је спирална галаксија у сазвежђу Часовник која се налази на NGC листи објеката дубоког неба.
Деклинација објекта је - 44° 27' 57" а ректасцензија 3h 58m 21,4s. Привидна величина (магнитуда) објекта NGC 1495 износи 12,6 а фотографска магнитуда 13,3. Налази се на удаљености од 17,397 милиона парсека од Сунца. NGC 1495 је још познат и под ознакама ESO 249-34, MCG -7-9-4, AM 0356-443, IRAS 03567-4436, PGC 14190.